# ستيفن إتش وايس
ستيفن إتش وايس (بالإنجليزية: Stephen H. Weiss) هو مصرفي أمريكي، ولد في 1935، وتوفي في 16 أبريل 2008.

## وصلات خارجية
- ستيفن إتش وايس على موقع إن إن دي بي (الإنجليزية)